# تراموا ناپل
تراموا ناپل (ایتالیایی: Rete tranviaria di Napoli) سیستم تراموا در شهر ناپل، ایتالیا است.
این تراموا که در سال ۱۸۷۵ تأسیس شده دارای ۳ خط و ۱۱٬۸ کیلومتر طول می‌باشد.

## نگارخانه

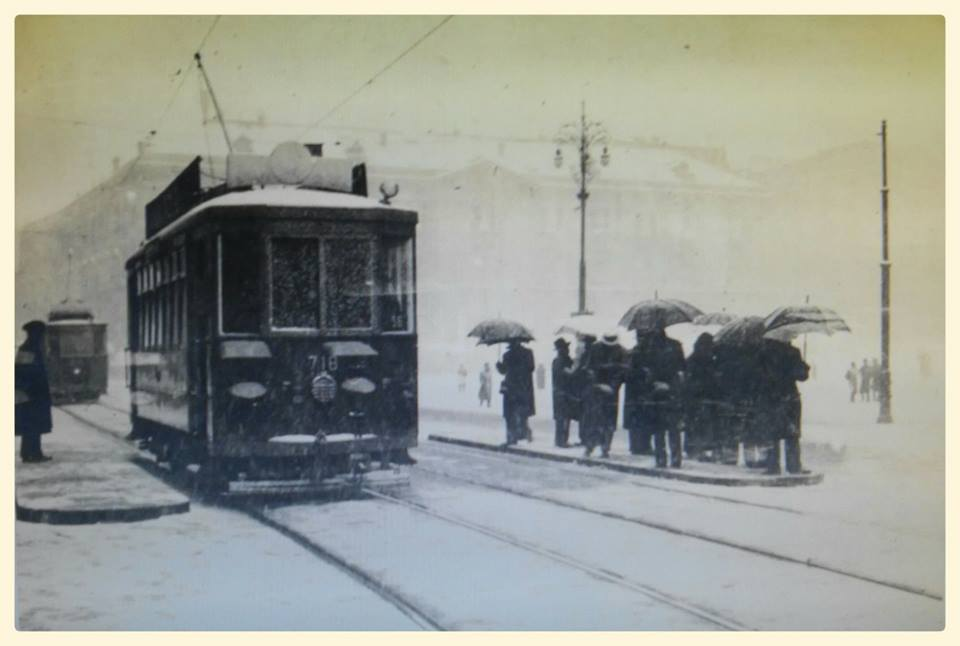
۱۹۳۵
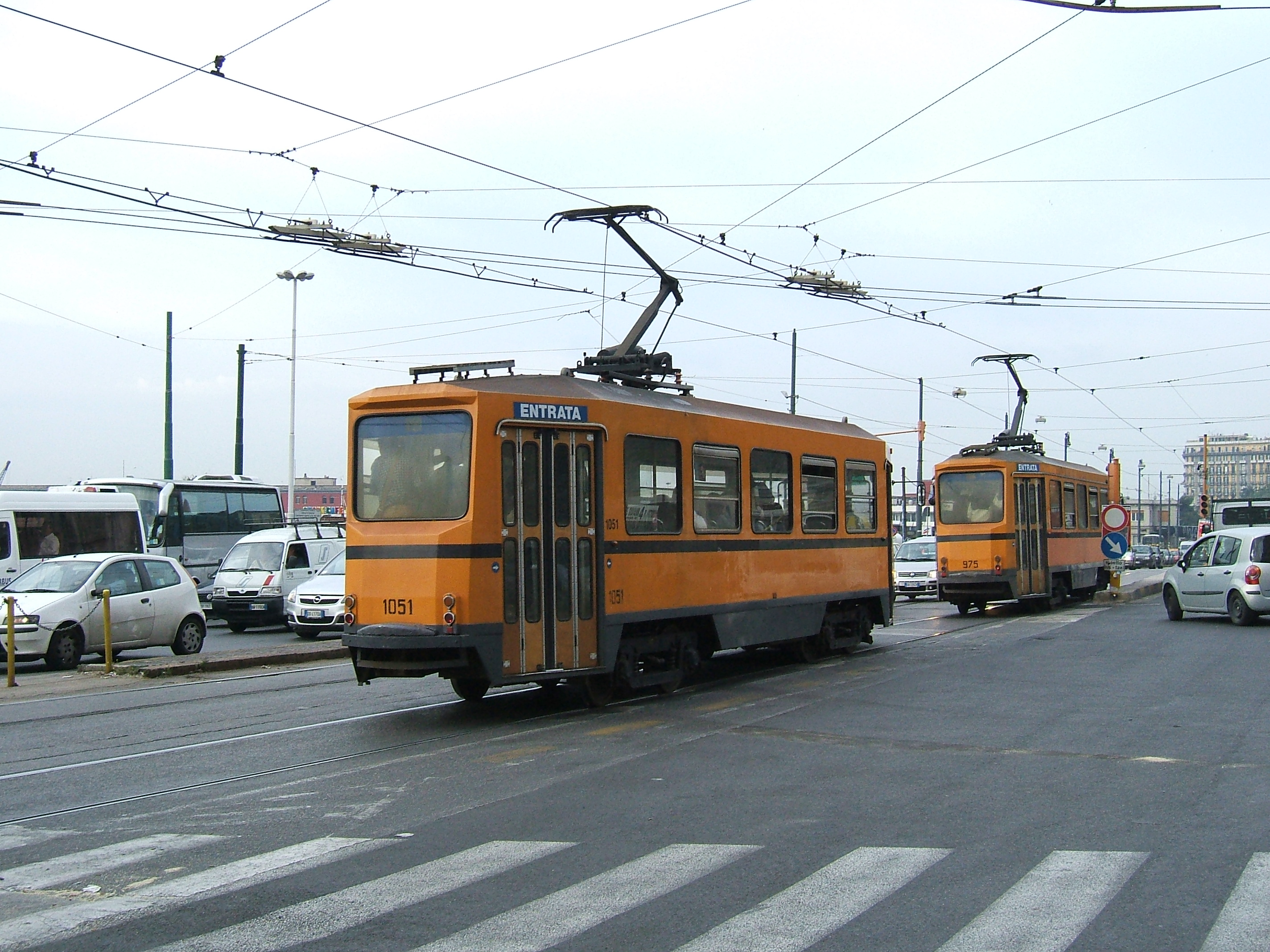
۲۰۰۷
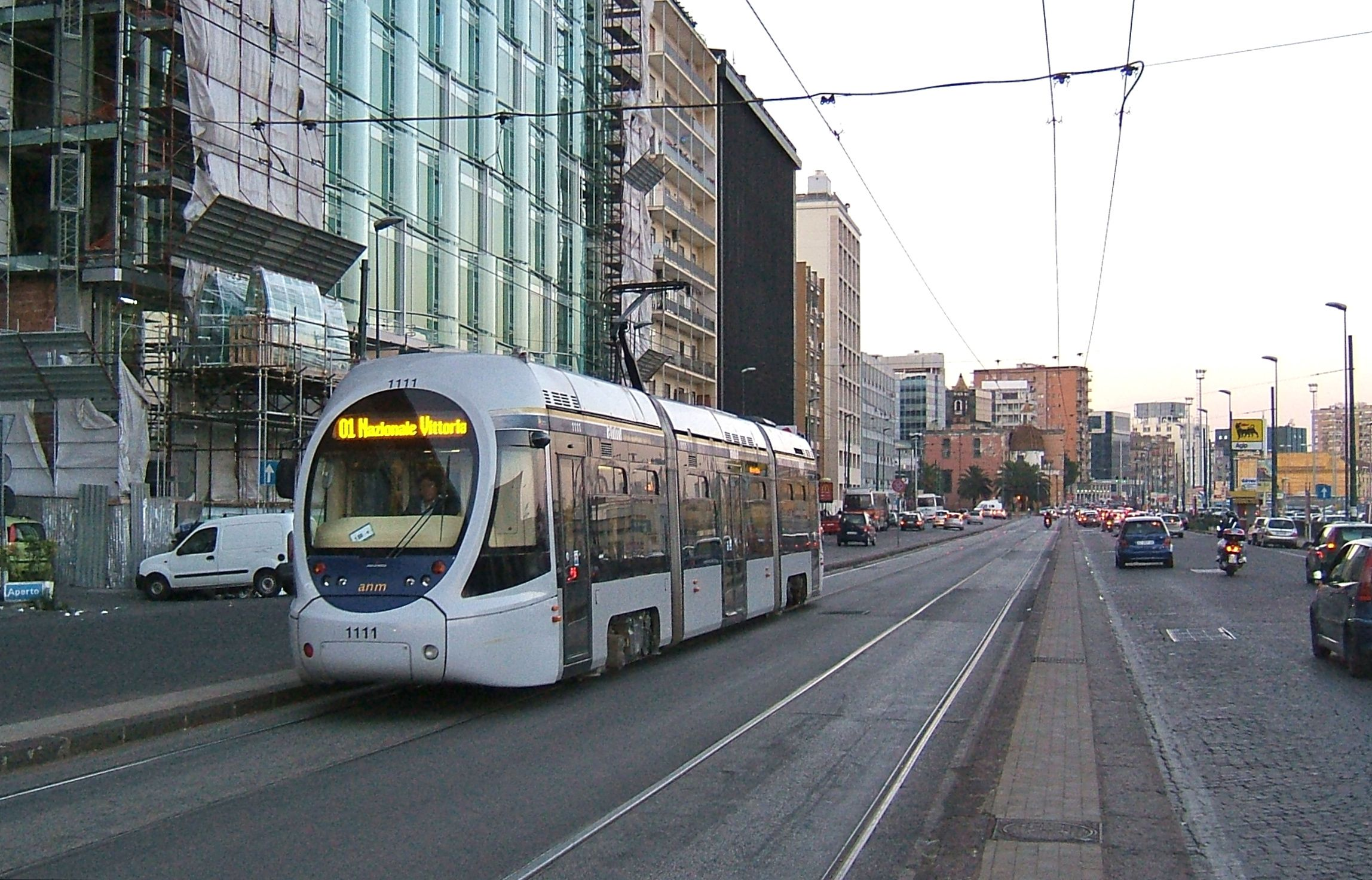
۲۰۰۷
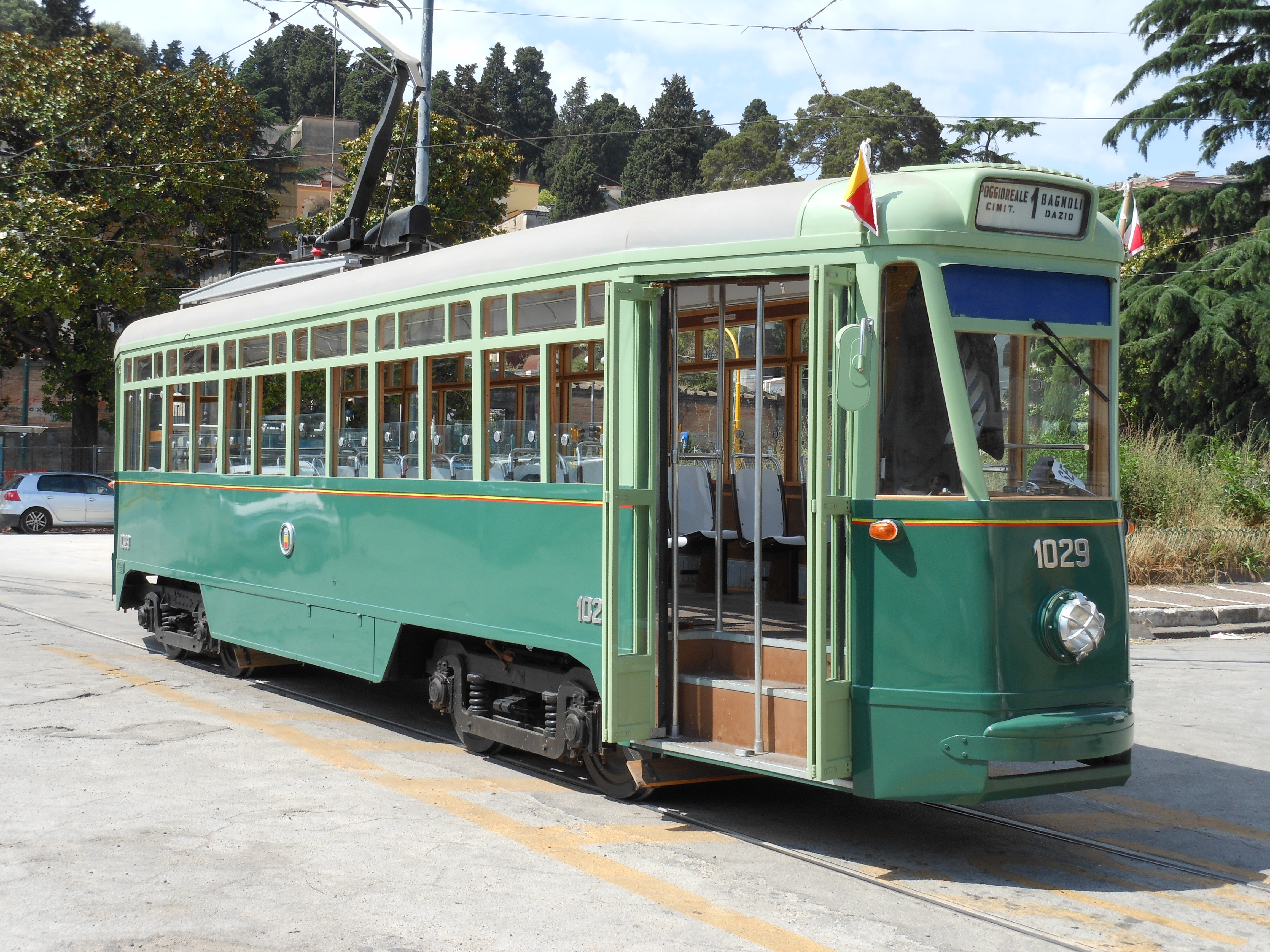
۲۰۱۲